# Jeroglífico (pasatiempo)

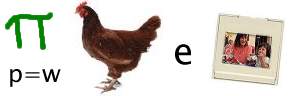
Ejemplo de jeroglífico.
Significado: Wikipedia (en neerlandés).

Un jeroglífico es un tipo de acertijo lógico gráfico. Es un pasatiempo que consiste en descubrir una palabra o frase a partir de una serie de imágenes o signos dispuestos en un recuadro. Los signos pueden consistir en letras, números, notas musicales, etc. y para la construcción de la frase es relevante tanto su significado como la posición relativa entre ellos. Generalmente, la resolución constituye la respuesta a un enunciado dado.
Un conocido y prolífico autor de este y muchos otros tipos de pasatiempos fue Pedro Ocón de Oro.